# Слобода (Петриковский район)
Слобода (бел. Слабада) — деревня в Муляровском сельсовете Петриковского района Гомельской области Беларуси.
На западе граничит с лесом.

## География

### Расположение
В 9 км на север от Петрикова, 5 км от железнодорожной станции Муляровка (на линии Лунинец — Калинковичи), 192 км от Гомеля.

### Гидрография
На реке Бобрик (приток реки Припять).

## Транспортная сеть
Транспортные связи по просёлочной, затем автомобильной дороге Лунинец — Гомель. Планировка состоит из прямолинейной улицы, ориентированной с юго-востока на северо-запад. Застройка двусторонняя, деревянная, усадебного типа.

## История
По письменным источникам известна с XVIII века как селение в Мозырском повете Минского воеводства Великого княжества Литовского. После 2-го раздела Речи Посполитой (1793 год) в составе Российской империи. В 1834 году владение Обуховичей. В 1917 году в Петриковской волости. В 1931 году организован колхоз. Во время Великой Отечественной войны оккупанты убили 18 жителей. Согласно переписи 1959 года центр колхоза «Красный строитель». Работали 9-летняя школа, клуб, библиотека, фельдшерско-акушерский пункт, детский сад.

## Население

### Численность
- 2024 год — 1 ферма, 112 жителей.

### Динамика
- 1795 год — 5 дворов.
- 1834 год — 14 дворов, 66 жителей.
- 1897 год — 53 двора, 321 житель (согласно переписи).
- 1917 год — 492 жителя.
- 1925 год — 70 дворов.
- 1959 год — 274 жителя (согласно переписи).
- 2004 год — 71 хозяйство, 216 жителей.
- 2024 год — 1 ферма, 112 жителей.